# Toni Jennings
Antoinette Jennings (Orlando, 17 de mayo de 1949) es una política estadounidense, reconocida por haber sido la decimosexta vicegobernadora de la Florida.

## Carrera
Jennings fue nombrada en el cargo de vicegobernadora de la Floria por el gobernador Jeb Bush en febrero de 2003 en reemplazo de Frank Brogan, quien renunció para convertirse en presidente de la Universidad Atlántica de Florida. Brindó juramento el 3 de marzo de 2003, convirtiéndose en la primera mujer en ocupar el cargo. Declinó presentarse como candidata a la gobernación en 2006, a pesar de que tenía la reputación de ser la opción preferida de Bush como su sucesor.
Después de las elecciones de 2006, Jennings fue reemplazada como vicegobernadora por Jeff Kottkamp, el 2 de enero de 2007.
Anteriormente, Jennings sirvió en la Cámara de Representantes de Florida de 1976 a 1980 y en el Senado de Florida de 1980 a 2000. En 1994, cuando la presidenta del Condado de Orange, Linda Chapin, anunció que no buscaba la reelección, no logró convencer a Jennings de que regresara a Orlando e hiciera campaña para el cargo ella misma. En su lugar, permaneció en Tallahassee para ser elegida por sus pares del Senado como presidenta del Senado de la Florida, la única persona que ha ocupado el poderoso cargo durante dos períodos, de 1996 a 2000. Ese mismo año entraron en vigor los límites de los mandatos legislativos, instituidos por un referéndum constitucional celebrado años atrás. A partir de entonces, se prohibió a Jennings que se presentara a la reelección.
Antes de ingresar en el servicio público, Jennings fue profesora de escuela primaria. Durante y después de su mandato en la legislatura, también dirigió el negocio familiar de construcción. Se graduó en el Wesleyan College. Como vicegobernadora, trabajó en relaciones legislativas para Bush, en política educativa, preparación para huracanes, ayuda en caso de desastres y temas relacionados con la Costa Espacial de Florida.